# Lachnum calycioides
Lachnum calycioides är en svampart som först beskrevs av Rehm, och fick sitt nu gällande namn av Pier Andrea Saccardo. Lachnum calycioides ingår i släktet Lachnum och familjen Hyaloscyphaceae.   Inga underarter finns listade i Catalogue of Life.
I den svenska databasen Dyntaxa används istället namnet Brunnipila calycioides för samma taxon.  Arten är reproducerande i Sverige.